# Bolagen (Norveška)
Bolagen (južni laponski: Båålege) je jezero u općini Røros u okrugu Trøndelag u Norveškoj. Jezero ima površinu od 2.5 km2, a nalazi se oko 4.5 km jugoistočno od sela Brekken i oko 4 km zapadno od granice sa Švedskom. Veliko jezero Aursunden, čije slijevu pripada i Bolagen, nalazi se oko 4 km zapadno.